# Myrmecia swalei
Myrmecia swalei är en myrart som beskrevs av W. C. Crawley 1922. Myrmecia swalei ingår i släktet bulldoggsmyror, och familjen myror. Inga underarter finns listade i Catalogue of Life.